# Mangoldtfunktionen
Inom matematiken är Mangoldtfunktionen en aritmetisk funktion uppkallad efter den tyska matematikern Hans von Mangoldt.

## Definition
Mangoldtfunktionen, vanligen betecknad med Λ(n), definieras som
{\displaystyle \Lambda (n)={\begin{cases}\log p&{\mbox{om }}n=p^{k}{\mbox{ för något primtal }}p{\mbox{ och heltal }}k\geq 1,\\0&{\mbox{annars.}}\end{cases}}}
Dess första värden är
{\displaystyle \log 1,\log 2,\log 3,\log 2,\log 5,\log 1,\log 7,\log 2,\log 3,...}
- A014963 – talföljd på OEIS

Den är ett viktigt exempel av an aritmetisk funktion som är varken multiplikativ eller additiv.
Mangoldtfunktionen uppfyller identiteten
{\displaystyle \log n=\sum _{d\,\mid \,n}\Lambda (d).\,}
Tjebysjovs funktion ψ(x) är relaterad till Mangoldtfunktionen enligt
{\displaystyle \psi (x)=\sum _{n\leq x}\Lambda (n).}

## Dirichletserier
Mangoldtfunktionen är väldigt viktig inom teorin av Dirichletserier, speciellt inom teorin av Riemanns zetafunktion. En formel där den förekommer är
{\displaystyle \log \zeta (s)=\sum _{n=2}^{\infty }{\frac {\Lambda (n)}{\log(n)}}\,{\frac {1}{n^{s}}}}
för {\displaystyle \Re (s)>1}. Den logaritmiska derivatan är då
{\displaystyle {\frac {\zeta ^{\prime }(s)}{\zeta (s)}}=-\sum _{n=1}^{\infty }{\frac {\Lambda (n)}{n^{s}}}.}
Dessa är specialfall av en mer allmän relation för Dirichletserier. Om
{\displaystyle F(s)=\sum _{n=1}^{\infty }{\frac {f(n)}{n^{s}}}}
för en fullständigt multiplikativ funktion {\displaystyle f(n)}, och om serien konvergerar för {\displaystyle \Re (s)>\sigma _{0}}, är för {\displaystyle \Re (s)>\sigma _{0}}
{\displaystyle {\frac {F^{\prime }(s)}{F(s)}}=-\sum _{n=1}^{\infty }{\frac {f(n)\Lambda (n)}{n^{s}}}.}

## Exponentiella serier
Hardy och Littlewood undersökte serien
{\displaystyle F(y)=\sum _{n=2}^{\infty }\left(\Lambda (n)-1\right)e^{-ny}}
då {\displaystyle y\to 0^{+}}. Under antagandet av Riemannhypotesen demonstrerade de att 
{\displaystyle F(y)={\mathcal {O}}\left({\sqrt {\frac {1}{y}}}\right).}